# Megachirella

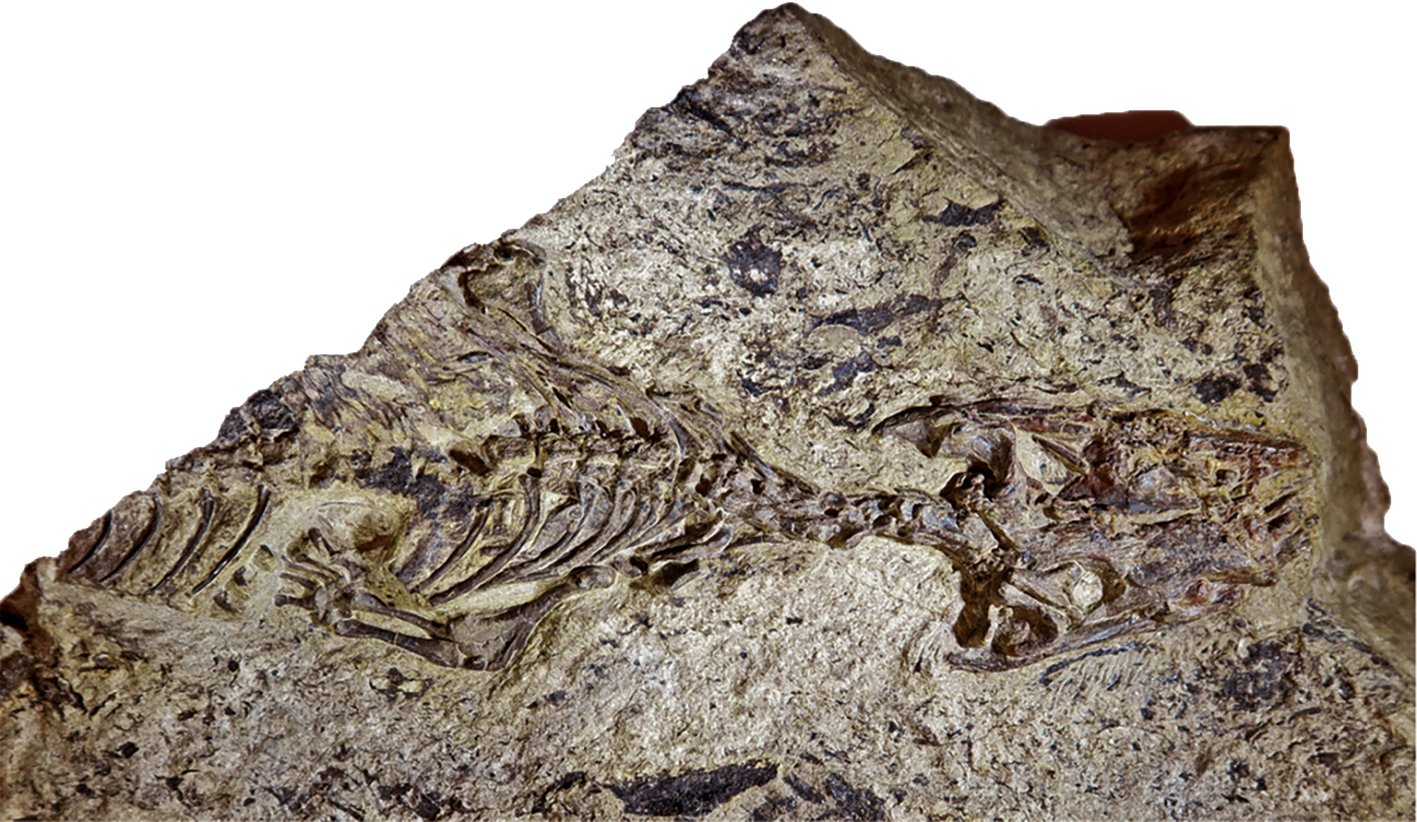
Megachirella inteiro

Megachirella é um gênero extinto de um réptil do tronco-escamados (um membro do clado cujos representantes vivos são lagartos e cobras) do Triássico Médio e contém uma espécie, Megachirella wachtleri, das Dolomitas do norte da Itália.  Informações sobre a anatomia deste táxon, com base na tomografia computadorizada de raios-X microfoco de alta resolução e os resultados da análise filogenética recuperaram Megachirella como um réptil do tronco-escamados, tornando-o o mais antigo membro conhecido deste grupo relatado até agora.